# Siphonogorgia ramosa
Siphonogorgia ramosa is een zachte koraalsoort uit de familie Nidaliidae. De koraalsoort komt uit het geslacht Siphonogorgia. Siphonogorgia ramosa werd in 1928 voor het eerst wetenschappelijk beschreven door Chalmers. 